# 克利爾島
51°26′N 9°30′W / 51.433°N 9.500°W

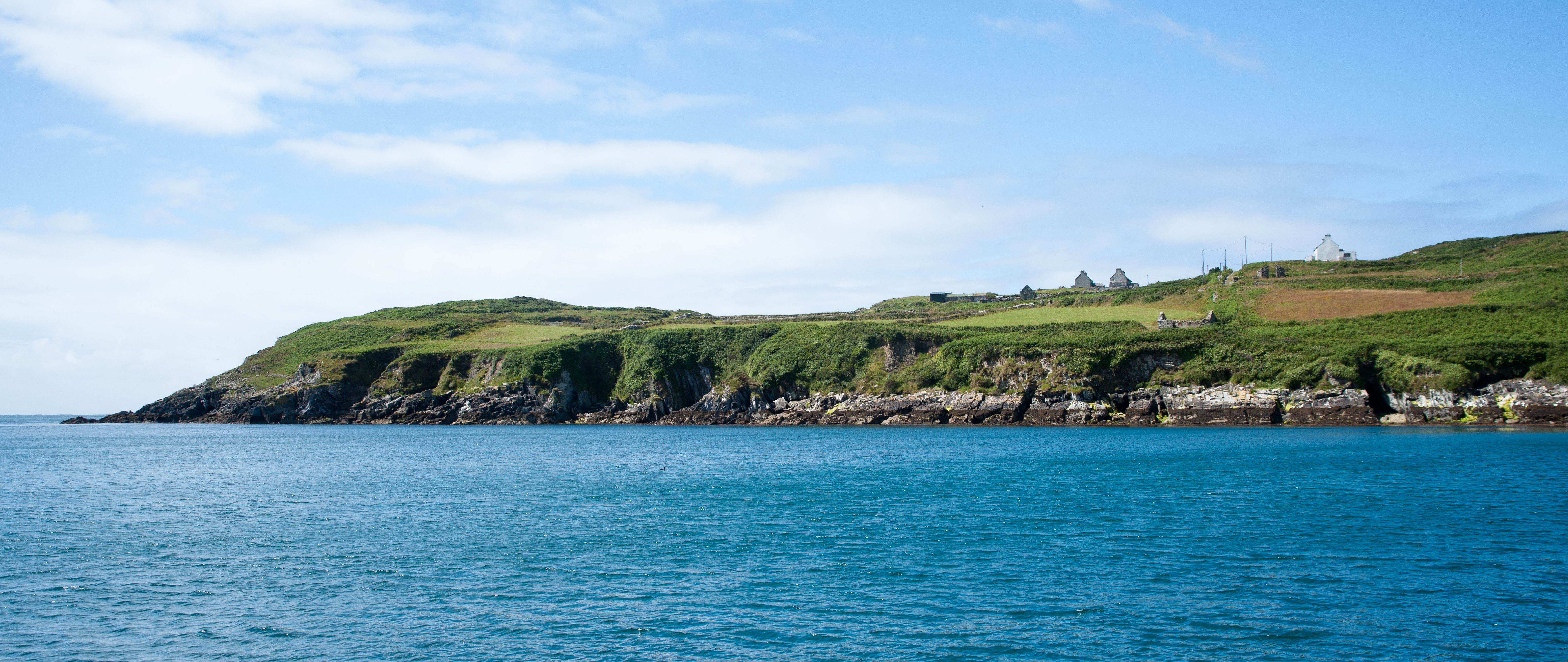

克利爾島是愛爾蘭的島嶼，位於大西洋海域，由科克郡負責管轄，長5.2公里、寬2.4公里，面積6.7平方公里，最高點海拔高度160米，鄰近海域有鯨魚、棱皮龜、翻車魚和鯊魚出沒，2006年人口125。